# Gare de Luant
Gare de Luant – przystanek kolejowy w Luant, w departamencie Indre, w Regionie Centralnym, we Francji.
Jest przystankiem kolejowym Société nationale des chemins de fer français (SNCF), obsługiwanym przez pociągi TER Centre.